# Ütközési ionizáció
Az ütközési ionizáció az a kölcsönhatás, melynek során szigetelő gázokban elektromos áram indul meg. A gázban található kis számú iont az elektromos mező felgyorsítja. Ezek a gáz molekuláival ütközve ionizálják azokat. Egyre több töltéshordozó lesz jelen, ami lehetővé teszi az elektromos áramot.
A gázban jelen lévő ionok a kozmikus sugárzás, a radioaktivitás és a napszél ionizáló hatása következtében keletkeznek.
Ha a gázban csak ezen hatások jelenléte mellett folyik áram, akkor önállótlan vezetésről beszélünk. A gyorsító feszültség növelésével egy bizonyos pontig nő az áram. Ekkor kezdődik a rekombinációs szakasz, ahol a töltések semlegesítik egymást, és az áram konstans marad. A feszültség további növelésével az áramerősség újra nő. Ettől kezdve önálló vezetésről beszélünk, amit az ütközési ionizáció tart fenn. Ütközési ionizáció során a gázmolekulák gerjesztődhetnek, fényt bocsáthatnak ki. Ez a Szent Elmo tüzének nevezett jelenség során figyelhető meg.